# August Hübner
C. F. August Hübner (* 30. April 1801; † 1871) war preußischer Obertribunalrat in Berlin.

## Leben
Der Vater Ernst August Hübner war Stadtdirektor in Oels in Niederschlesien, die Mutter war Johanna Christiane Raedler.
August Hübner studierte Rechtswissenschaft in Berlin seit 1821. Mit seinem Bruder Julius Hübner, Theodor Hildebrandt, August Effert und Hermann Lengerich bildete er von 1824 bis 1826 den Freundschaftsbund Pentadelphie, der sich regelmäßig über Kunst und Literatur austauschte.
Später wurde August Hübner Stadtgerichtsrat in Breslau. 1856 war er Obertribunalrat am Preußischen Obertribunal und wohnte in der Matthäikirchstraße 17 in Berlin. Er besaß eine Sammlung von Gemälden jüngerer Künstler, darunter vom Bruder Julius Hübner, von Theodor Hildebrandt und Karl Ferdinand Sohn.